# Пиктограма
Пиктогра̀мата (на латински: pictus – рисувам и на гръцки: γράμμα – запис) е знак, показващ основните разпознаваеми черти на обект, предмет, явление, които най-често са представени в схематичен вид.
В съвременността пиктограмите имат тясно специализирана и второстепенна роля, например в гарите на водния, железопътен, въздушен транспорт, софтуерните продукти, указанията за употреба на стоки от потребителя и т.н.), за разлика от древността, когато първите азбуки са били пиктограми онагледяващи многостепенното развитие и характер на естествения език на homo sapiens, служещ за комуникация.
През 21 век пиктограмите намират приложение най-вече в информатиката при езиците за програмиране и в дизайна.

## Първи пиктографскиписмености
Нарисуваното изображение на латински: Pictus се е използвало като символ. По силата на обичая, този символ е съответствал на някакъв обект и се е използвал с цел концентрирано представяне на по-голям обем конкретна информация за обекта, подчертаваща неговите типични черти (пример: трите тертерийски надписа).
Пиктографската писменост се е използвала в зората на писмеността от различни култури и цивилизации. Най-ранни са долномесопотамският шумерски клинопис и египетските йероглифи, последвани от китайските йероглифи и мезоамериканската ацтекска писменост. Пиктографските знаци в първите писмености за обозначавали даден обект.
Днес пиктографската писменост се използва в езика наси (под името донгба/дунба), говорен от няколко десетки хиляди представители на народа наси, живеещ в предпланините на Тибет.
Пиктографските писмености се състоят от хиляди знаци. Сложността им и ограничеността на системата им (която може са описва само обекти) обяснява еволюционното движение в посока към системата на идеографската писменост. Движението е съпроводено с разширяване смисъла на знаците, в съчетание с опростяване и канонизация при начертаването на всеки определен знак за обекта.
Типични примери за пиктографска писменост са мезоамериканските индиански кодекси.

### Основни характеристики на пиктографската писменост
1. Пиктографската писменост възпроизвежда само някои смислови единици – прости интернационални понятия, реални (или прецедентни) предмети, явления, действия, значението на които се представя с помощта на рисунки. С оглед на това, пиктографските надписи могат да бъдат разбрани от хора говорещи различни езици, дори ако пиктографската писменост на тези езици е различна, т.е. тази на „пишещия“ и „четящия“ пиктограмата. [1]
2. За разлика от традиционните азбуки, в пиктографската писменост няма граматика, фонетика и други лексикални правила характерни за естествения език и поради това не образува текст в неговото съвременно лингвистично възприятие. В този смисъл пиктограмата разполага с ограничена числова функция.
3. Пиктографската писменост е родствено система за невербална комуникация, а не е идентична с нея.

С течение на времето пиктограмата еволюира в идеограма посредством т.нар. „език на жестовете“ за междуплеменна и разноплеменна комуникация при първобитните народи.